# Publi Corneli Dolabel·la (pretor)
Publi Corneli Dolabel·la (llatí: Publius Cornelius Dolabella) va ser un magistrat romà.
Va ser nomenat pretor urbà l'any 67 aC, any en què alguns suposen que Ciceró va defensar Aule Cecina.
Probablement va obtenir la província d'Àsia com la seva província després de ser pretor, però amb títol de procònsol, ja que Valeri Màxim esmenta un Dolabel·la com a procònsol d'Àsia.